# Callyna leuconota
Callyna leuconota là một loài bướm đêm trong họ Noctuidae.